# たらちねジョン
たらちねジョン（1989年〈平成元年〉1月20日 - ）は、日本の漫画家。女性。兵庫県出身。BL作家としてはたらつみジョン名義で活動している。
2015年に『COMIC it』（KADOKAWA）掲載の『グッドナイト、アイラブユー』でデビュー。代表作に『グッドナイト、アイラブユー』『アザミの城の魔女』などがある。『ミステリーボニータ』誌上において「海が走るエンドロール」、『ComicWalker』で『セックス・エデュケーション』を連載中（2023年10月現在）。

## 来歴
高校生時代に、友人が漫画家を目指しており、友人と共に洋楽のプロモーションビデオを漫画に描き起こしたのが、漫画を描いた最初と語っている。
グラフィックデザイナーを志願して美術大学の予備校に通学していたものの、映画好きが漫画の表現に役立つと考えて、漫画家へ進路を変更する。美術大学の映像科で、「他の学生たちと共に物事を作ることが難しく、1人で描ける漫画が一番良い」と痛感したことも、漫画家への道を進むきっかけの一つとなる。この頃に同人文化に触れ、同人誌の製作を始めて、本格的に漫画制作に取り組む。
美術大学を卒業後、就職をせずアルバイトをしながら世界各地を旅行しており、「25歳までに漫画家になれなければ、就職しよう」と考えていたところ、25歳の頃に出版社から声がかかり、2015年に旅行経験をいかした作品『グッドナイト、アイラブユー』で商業誌デビューする。
2022年には、美大時代に映像制作を学んだ経験を生かした作品『海が走るエンドロール』が、宝島社の「このマンガがすごい! 2022」オンナ編1位に選ばれたことを始め、マンガ大賞2022にもランクインするなど、各種漫画賞で上位入りしたことで注目を集めている。
漫画家のトマトスープは、『ミステリーボニータ』誌上で、「このマンガがすごい!」の2023年版で同時ランクインとなったたらちねとの対談において、たらちねの作風を「絵に情熱が迸っており、読者に訴えかけ、心を動かす」と絶賛している。
BL作家としては、ふゅーじょんぷろだくとのアンソロジー雑誌「Baby」などで活動を行っている。

## 作品リスト
★は連載作品。
- グッドナイト、アイラブユー（COMIC it、2015年[1] - 2017年[8]）
- アザミの城の魔女（ゼノン編集部、2019年[9] - 2020年[10]）
- ★海が走るエンドロール（ミステリーボニータ、2020年[11] - ）
- ★セックス・エデュケーション（ComicWalker、2022年[12] - ）
- Make haste slowly.（ミステリーボニータ、2024年[13]）